# トウェンティナインパームズ (カリフォルニア州)
トウェンティナインパームズ（Twentynine Palms）は、アメリカ合衆国カリフォルニア州のサンバーナーディーノ郡にある都市。人口は2万8065人（2020年）。ロサンゼルスの東200キロメートルに位置している。

## 概要
市名は地元先住民の名称に由来している。彼らはオアシスの周りにヤシ（Palm）を植えていたため、スペイン人は彼らを「29のヤシ」と呼んだ。
今日のトウェンティナインパームズはジョシュア・ツリー国立公園の北の玄関口として機能している。このため観光業が町の主要産業となっている。

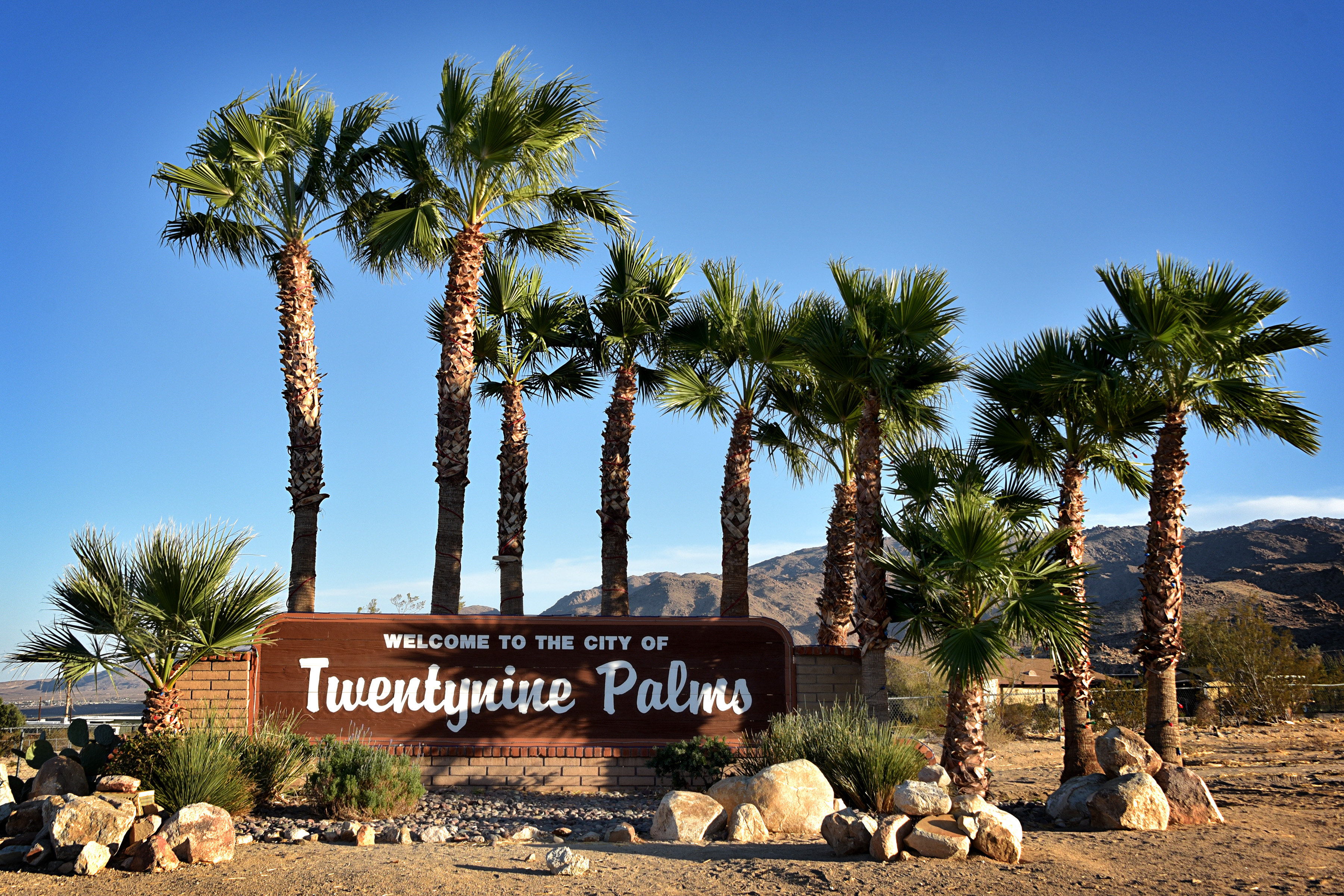
ウェルカムサイン